# Templeborough
Templeborough (storicamente "Templebrough") è un sobborgo di Rotherham, South Yorkshire, Inghilterra. Il nome deriva dalle rovine di un forte romano scambiato per un tempio.

## Forte romano
Un forte romano fu costruito in terra e legno nel I sec. d. C. (probabilmente tra il 43 e il 68) e dopo fu ricostruito in pietra.
La "Cohors IV Gallorum" ("4° Coorte dei Galli") presidiava il forte come evidenziato dai timbri sulle tegole e dalle tombe scoperte: 
una tegola con lo stampo della  Quarta Coorte risale al periodo di Domiziano (81-96) o di Traiano (98-117). Mentre una tomba reca l'epigrafe latina: 
DIS M CINTVSMVS M COH IIII GALLORVM POS MELISVS
(it.: "Agli dèi Mani Cintusmo, soldato della Quarta Coorte dei Galli, pose Meliso)